# Thamnophilus schistaceus
A Thamnophilus schistaceus a madarak osztályának verébalakúak (Passeriformes) rendjébe és a hangyászmadárfélék (Thamnophilidae) családjába tartozó faj.

## Rendszerezése
A fajt Alcide d’Orbigny francia természettudós írta le 1835-ben.

## Alfajai
- Thamnophilus schistaceus capitalis P. L. Sclater, 1858
- Thamnophilus schistaceus dubius (Berlepsch & Stolzmann, 1894)
- Thamnophilus schistaceus heterogynus (Hellmayr, 1907)
- Thamnophilus schistaceus inornatus Ridgway, 1888
- Thamnophilus schistaceus schistaceus Orbigny, 1837[2]

## Előfordulása
Dél-Amerikában, Bolívia, Brazília, Kolumbia, Ecuador és Peru területén honos. Természetes élőhelyei a szubtrópusi vagy trópusi síkvidéki esőerdők és mangroveerdők. Állandó, nem vonuló faj.

## Megjelenése
Testhossza 14 centiméter, testtömeg 19–21 gramm.

## Életmódja
Különböző rovarokkal és más ízeltlábúakkal táplálkozik.

## Természetvédelmi helyzete
Az elterjedési területe elég rendkívül nagy, egyedszáma ugyan csökken, de még nem éri el a kritikus szintet. A Természetvédelmi Világszövetség Vörös listáján nem fenyegetett fajként szerepel.